# SL-95
SL-95 (forkortelse for Sporvogn Ledd bestilt i 1995) er en type sporvogn, der benyttes af Oslos sporveje. Sporvognene er bygget af Ansaldo/Firema (nu AnsaldoBreda) i Italien (deraf tilnavnet "Italiatrikkene") og blev leveret i 32 eksemplarer i perioden 2000-2003. Pr. 2010 havde de en samlet værdi på omkring en halv milliard norske kroner. Sporvognene kendes også under tilnavnet "Gerhardsen-trikker" (efter byrådslederen da blev bestilt i 1995) og de mindre smigrende "tordentrikker" og "stridsvogner".

## Egenskaber og drift
SL-95 er ca. 50 % længere og dobbelt så tung som sin forgænger SL-79. I modsætning til denne har den lavt gulv ved alle døre undtagen fordørene og har tre led mod SL-79's to. Sporvognene har vognstyrerplads i begge ender og døre på begge sider, hvilket betyder at de kan køre i begge retninger og ikke er afhængig af vendesløjfer. En vogn har 88 siddepladser i vis-a-vis-opstilling og 124 ståpladser. Vognene har en højeste hastighed på 80 km/t.
SL-95 udgør 32 af Oslos 72 sporvogne, men de har over halvdelen af passagerkapaciteten, da de er større end de ældre SL-79, der udgør resten af vognparken. SL-95 bruges på hele sporvejsnettet undtagen til Majorstuen, da enkelte kurver i Homansbyn er for skarpe, og der visse stedet er for lidt plads mellem sporene. Det er planlagt at udbedre sporene.
Siden januar 2014 krydser sporvognene kommunegrænsen til Bærum og kører som duosporvogn ad T-banen Kolsåsbanen til Bekkestua.

## Problemer
Til trods for at sporvognene blev bestilt i 1995, kom de ikke ud at køre før efter 3½ år. Det skyldtes blandt andet, at taget på fabrikken blæste af. Problemerne fortsatte imidlertid efter, at sporvognene kom i drift. Her gjorde følgende forhold sig bemærket:
- Støj - Til at begynde med lavede sporvognene en voldsom larm, når hastigheden oversteg 28 km/t. Fejlen blev rettet, men sporvognene støjer fortsat meget, selv når de står stille. En beregning viser, at en SL-95 der kører 60 km/t støjer lige så meget som 40 sporvogne, der følger anbefalingerne fra Verband Deutscher Verkehrsunternehmen (VDV, forbundet for tyske trafikselskaber).[1]
- Kulde - I februar 2001 opdagede man, at sporvognene ikke tålte kulde. De må derfor holdes inde, når det bliver koldere end -10 °C.
- Høj vægt - SL-95 er betydeligt tungere end andre sporvogne af samme størrelse. De er mere end dobbelt så tunge end forgængere SL-79 og med en vægt der er fordelt på fire bogier mod SL-79's tre. Udover rystelser og vibrationer betyder det, at gadebelægningen bliver ødelagt, og det har været nødvendigt med kostbare reparationer.
- Rust og sprækker - I 2004 begyndte der at dukke rustpletter op.[5] Problemerne nåede et højdepunkt i 2013. I slutningen af året før havde man ganske vist efter fire år endeligt fået repareret to vogne efter en kollision, men i januar blev der alvorlig vognmangel, fordi mange sporvogne måtte på værksted. I april opdagedes en fatal rustskade på syv sporvogne. En grundigere undersøgelse viste sprækkedannelser på 30 ud af 32 sporvogne, der derfor måtte tages ud af drift. Dermed blev sporvejenes kapacitet mere end halveret, samtidig med at det også var svært at skaffe nok busser som erstatning.[6] 20. juni havde man dog fået repareret tilstrækkelige mange sporvogne og fået dem tilbage i drift, så det ikke længere var nødvendigt at indsætte busser.[7]

Til trods for problemerne har SL-95 alligevel medvirket til at sporvejene passagertal med 60 % steg fra 2004 til 2011. Det kan dog ikke skjules, at der også har været problemer med Ansaldo-materiel andre steder, for eksempel med sporvogne i Göteborg og DSB's IC4-togsæt. NSB's lokaltog af type 72 fungerer til gengæld glimrende.

### Udfasning
SL-95 bliver næppe blandt de mange sporvogne, der får en levetid på 30-35 år eller mere. De alvorlige problemer har længe ført til diskussioner om, at de må erstattes på samme måde, som det er planlagt for SL-79. I september 2010 foreslog Sosialistisk Venstreparti at skrotte dem. Daværende samferdselsbyråd i Oslo, Jøran Kallmyr (Frp), udtalte: "De støjer alt for meget, de er så tunge at de ødelægge gaderne, og de virker ikke som de skal." Et par dage efter kom han med en ny uddybende udtale om situationen og indkøbsprocessen: "Alle involverede parter fik lov at være med til at bestemme hvilke specifikationer, sporvognen skulle have. Vi endte med en tung, stor og uegnet sporvogn, der er frygtelig dyr i drift. Derfor må vi regne på, hvor meget det koster at have dem i forhold til at købe nye." Økonomien faldt også i øjnene hos trafikselskabet Ruter, der skrev følgende i en rapport i 2013: "På den baggrund bør det vurderes, om det samlet set ville være gunstig for økonomi og kvalitet, hvis udfasningen af SL-95 blev fremskyndet, og man fik en ensartet, moderne vognpark."
I 2014 igangsatte Oslo kommune et udviklingsprogram for byens sporveje. Formålet var at anskaffe nye sporvogne, opgradere infrastruktur og undersøge fremtidige behov. Programmet ledes af Ruter i samarbejde med Oslo Vognselskap, Sporveien og Bymiljøetaten i Oslo. Det er planen at SL-95 skal erstattes inden 2024. På en pressekonference 11. juni 2018 offentliggjorde finansdirektør i Sporveien, Marianne Vik, at spanske Grupo CAF (Construcciones y Auxiliar de Ferrocarriles) havde vundet et udbud med sporvognstypen Urbos 100.

## Eksterne lenker
- Wikimedia Commons har flere filer relateret til SL-95
- Dagbladet.no – Oslo har mistet to av sine nyeste trikkevogner (25.09.2010)